# Pinilla de Buitrago
Pinilla de Buitrago es una localidad española del norte de la Comunidad de Madrid, ubicada en la denominada Sierra Norte, en el Valle Medio del río Lozoya. Hoy hace parte del municipio de Gargantilla del Lozoya y Pinilla de Buitrago, aunque hasta mediados del siglo XIX hizo parte de un municipio independiente y anteriormente estuvo vinculado administrativamente al vecino San Mamés. 
Para nombrar a sus habitantes se usa indistintamente el gentilicio de pinillanos (tradicionalmente) o pinillenses (nuevas generaciones).

## Geografía
- Ubicación: Valle del Lozoya
- Superficie: 25,1 km²
- Ríos: Arroyo del Chorro
- Embalses: Riosequillo
- Vías de acceso:M-634
- Clima: Continental

Pinilla de Buitrago se encuentra ubicada al norte de la ciudad de Madrid (a unos 76 km) a más de 1000 metros sobre el nivel del mar, en la falda de los montes Carpetanos que dan lugar al valle del Lozoya.
Es probable que, etimológicamente, su nombre proceda de la palabra «peña» o «peñilla». Las peñas eran usuales en todo el territorio en el que se asienta el núcleo urbano, antes de que se asfaltase el municipio en las últimas dos décadas del siglo XX. 

## Historia
Estas peñas eran lugares sagrados de culto y protección para las culturas politeístas que habitaron la zona central de la península ibérica. Pero también las dotaron de un significado de trascendencia las primeras culturas monoteístas, como la tradición religiosa visigoda o la musulmana. Un ejemplo claro de ello en la sierra es la ubicación de la iglesia del vecino pueblo de Sieteiglesias junto a sus tumbas excavadas en piedra.
Los yacimientos prehistóricos de la cercana Pinilla del Valle testimonian la presencia de seres humanos en la sierra desde hace miles de años. Por este territorio han pasado a lo largo del tiempo diferentes culturas -con certeza celtíberos, romanos y visigodos-.  
Posiblemente los orígenes de Pinilla de Buitrago como núcleo habitado puedan estar en algún asentamiento estable de pastores bereberes procedentes de las montañas del Rif del actual Marruecos, durante los siglos que los musulmanes habitaron la península ibérica. 
Restos arqueológicos presentes en poblaciones vecinas como Villavieja del Lozoya, Manjirón o Buitrago del Lozoya testimonian con claridad esta cercana presencia musulmana en el valle del Lozoya. Incluso en Pinilla se encuentran todavía, al menos, dos fuentes de agua de probable origen árabe en buen estado de conservación (una de ellas en el interior del núcleo urbano). También las desaparecidas regueras -conductos de agua excavados en el suelo destinados a regar los huertos- procedentes del Arroyo del Chorro (junto al que se edificó el pueblo) podrían ser herencia directa de la cultura bereber que alguna vez habitó esta tierra.
Tras la repoblación cristiana, entre los siglos X y XII, Pinilla de Buitrago, que como el resto de pueblos vecinos debió estar durante más de dos siglos debió estar en Tierra de Nadie -territorios sin un dominador claro- fue finalmente habitada por humildes campesinos (pastores de lana y agricultores) posiblemente castellanos, en principio de origen cántabro o astur,como sucedió en los pueblos vecinos. En el vecino Navarredonda se cree más bien que los primeros pobladores permanentes de estos pueblos fueron pastores procedentes del pueblo de Sepúlveda en Segovia. 
El caso es que, tras la repoblación del territorio por parte de Alfonso VI, el territorio en el que se asienta el pueblo pasó a pertenecer a la Comunidad de villa y tierra de Buitrago, dependiente de Sepúlveda.

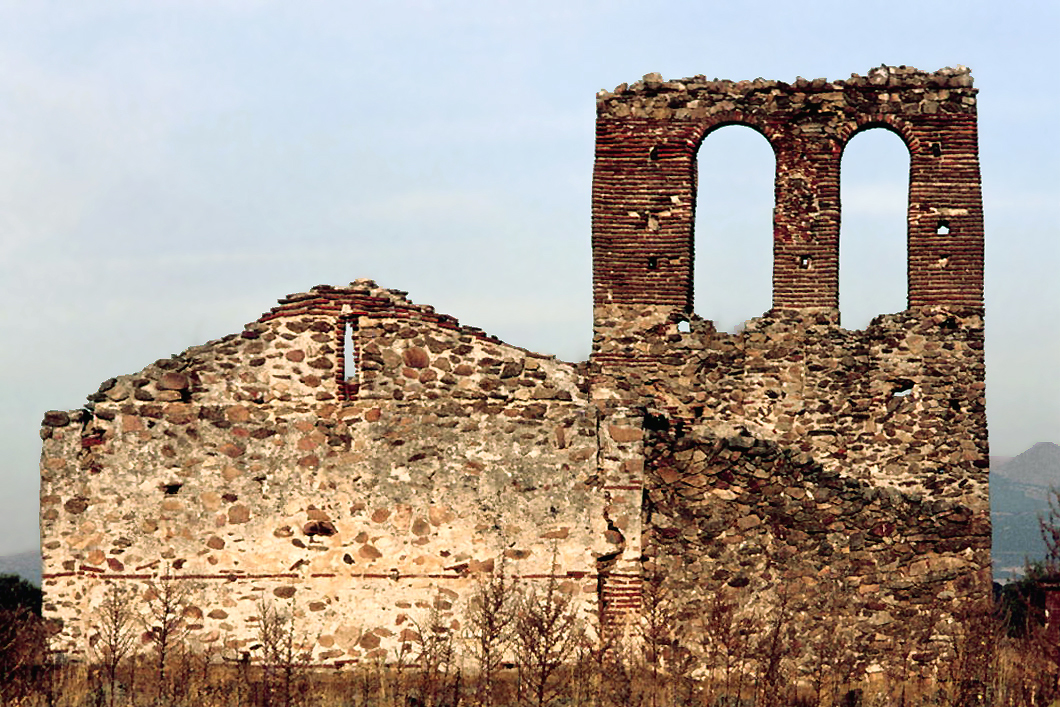
Iglesia del despoblado de Santiago en 1984

Como ocurría en la España anterior a los Reyes Católicos es probable que en Pinilla también hubiera una fuerte relación y social comercial con comunidades judías instaladas en la sierra durante siglos, hasta su expulsión. Según el historiador Matías Fernández García, en 1492 un judío (llamado «Mose de Cuellar») era dueño de la heredad de la vecina Santiago (antiguo poblado hoy desaparecido entre Pinilla y Gargantilla) y de varias hectáreas de tierra. En ese lugar había también un lavadero de lana para todos los judíos de Buitrago.
Desde estos tiempos de la repoblación cristiana, en la  aldea de Pinilla han permanecido durante siglos las familias Velasco, Sanz, Lòpez, Reguera, de Pedro y Martín, entre otras. Lamentablemente los archivos parroquiales no guardan información anterior al año 1500. 
La iglesia de la Santísima Trinidad, centro geográfico del pueblo, puede datar (no se dispone de información concluyente) del siglo XV, y es de suponer que ya hubiera generaciones de familias instaladas en el territorio varias décadas e incluso siglos antes de su construcción. Fernández García publicó en su obra «Buitrago y su tierra II» (1984) un documento del arciprestazgo de Buitrago del año 1647 según el cual Pinilla poseía en aquel entonces 22 vecinos, frente a los 28 de Gargantilla,los 26 de Villavieja, los 16 de Navarredonda o los 12 de San Mamés. Buitrago contaba en aquel entonces con 152 vecinos. Entonces, Pinilla es hoy una entidad singular de población, pero en sus inicios fue aldea y después pueblo.
Desde el asentamiento de los repobladores cristianos, Pinilla de Buitrago perteneció administrativamente a la provincia de Guadalajara, a la diócesis de Toledo y a la jurisdicción de la villa de Buitrago, municipio cabecera de la comarca.
A mediados del siglo XIX, el lugar, por entonces con ayuntamiento propio, contaba con una población censada de 137 habitantes. La localidad aparece descrita en el decimotercer volumen del Diccionario geográfico-estadístico-histórico de España y sus posesiones de Ultramar de Pascual Madoz de la siguiente manera:

PINILLA DE BUITRAGO: l. con ayunt. de la prov. y aud. terr. de Madrid (13 leg.), part. jud. de Torrelaguna (4), c. g. de Castilla la Nueva, dióc. de Toledo (25), sit. en la falda N. de un cerro titulado Gargantilla; le combaten los vientos N. y S. El clima es frío, y sus enfermedades mas comunes intermitentes. Tiene 40 casas de inferior construccion, inclusa la de ayunt.; escuela de primeras letras común á ambos sexos, á la que concurren 22 alumnos, dotada con 300 rs.; una fuente de buenas aguas, de las cuales se utilizan los vec. y una igl. parr. (La Santísima Trinidad) aneja de San Mamés; el cementerio sit. al N. no perjudica la salud pública. Confina el térm.. N. Villavieja; E. Buitrago; S. Garganta, y O. Gargantilla; se estiende 1/2 leg. de N. á S., y 3/4 de E. á O., y comprende bastante monte bajo, varias deh. de pasto y monte, y diferentes prados naturales que crian buen heno; atraviesa el térm.. pasando por las inmediaciones del pueblo, un riach. titulado de San Mamés, y el r. Lozoya que corre de O. á E. El terreno es de inferior calidad, de secano y regadío. caminos: los que dirigen á los pueblos limítrofes, en mal estado. El correo se recibe en Buitrago por una persona encargada al efecto. prod.: centeno, patatas, judias y lino; mantiene ganado lanar y vacuno; cria caza de liebres, perdices y otras aves, y pesca de truchas en el Lozoya. ind.: la agrícola y un tejedor de lienzos del pais. pobl.: 23 vec., 137 alm. cap. prod.: 499,551 reales. imp.: 28,289. contr.: según el cálculo general y oficial de la prov., 9'65 por 100.
(Madoz, 1849, p. 35)

A finales de los años 1950 se crea el embalse de Riosequillo, una de las cinco presas del río Lozoya y la segunda después de la de Pinilla del Valle. La construcción de esta presa tomará un número importante de terrenos de pasto y labranza de varias familias de Pinilla de Buitrago, y desde los años 1960 se convertirá en un lugar de esparcimiento de los vecinos y veraneantes.

## Economía
Históricamente la economía tradicional de la sierra ha estado basada principalmente en el ganado ovino o lanar y en la agricultura, generando una economía de subsistencia. El lema latino del escudo de Buitrago del Lozoya desde el siglo XI («Ad alenda pecora», «Para el sustento del ganado») así lo ilustra. 
La preponderancia del ganado lanar se mantuvo durante siglos hasta bien entrado el siglo XX, cuando el ganado vacuno comienza a hacerse desplazarlo.  
El ganado porcino, característico de la cultura cristiana ibérica - comer los productos de la matanza del cerdo era uno de los principales rasgos distintivos de los cristianos frente a judíos y musulmanes-, también fue fundamental para esta economía de subsistencia.
La lana fue el producto más importante de la sierra de Buitrago durante siglos, y desde esta Villa se enviaba por la antigua carretera de Francia (hoy la N-I) hasta la ciudad de Bilbao, a través de cuyo puerto se distribuía por Europa. 
Algunos términos aún en uso en Pinilla como «tendales», «linares», «cortes», «pajares» o «eras» proceden de estos usos ganaderos y agrícolas del territorio. En el siglo XX la leche de vaca desplazó a la lana de oveja como producto principal de la economía.
En cuanto a la agricultura, en las eras comunales y en las huertas particulares de Pinilla se cultivaba -hasta los primeros 1980- trigo, centeno, cebada, algarroba, lino textil y heno. Por supuesto, también hortalizas.
«Sembrar», «trillar», «segar», «gramar», «majar», «hilar» o «madejar» eran palabras de uso cotidiano en la vida de Pinilla. Todo cultivo solía ser para consumo propio y también de los animales que hacían parte fundamental de la vida cotidiana en Pinilla de Buitrago: ovejas, vacas, cerdos y gallinas.
Los campesinos pinillanos también eran cazadores (perdices, palomas, jabalíes, zorros, conejos y liebres) y pescadores en el río Lozoya o en el Arroyo del Chorro (barbos, truchas y bogas).
En los siglos XVIII y XIX se excavarán al menos dos minas en el actual término municipal, y en el siglo XX se construirá una pequeña central de electricidad junto al río Lozoya (sus restos reposan bajo el embalse).
Tras la guerra civil española, como sucedió en otros pueblos, muchos pinillanos encontrarán un sustento plantando pinares en los Montes Carpetanos, concretamente en los términos municipales de Navarredonda y San Mamés y Villavieja del Lozoya. Estas plantaciones se hicieron con pinos no autóctonos, procedentes de Estados Unidos,y servían para la industria maderera, que ya desde el siglo XIX estaba presente en los montes de la sierra norte, explotados con este fin por la Sociedad Belga de Pinares El Paular en la zona montañosa de las vecinas Rascafría, Pinilla del Valle y Lozoya del Valle.
También en el siglo XX se construirá la línea férrea Madrid-Irún, iniciada antes de la guerra civil española. Esta línea tendrá un apeadero en Gargantilla del Lozoya, otro en San Mamés (hoy tristemente desaparecidos) y otro en Villavieja del Lozoya-Gascones. Algunas familias de Pinilla ya instaladas en Madrid emplearon este transporte en los años 1970 para venir al pueblo, al no disponer de coche particular. Era una alternativa al denominado coche de línea. 
Y con el fin del predominio de la cultura campesina, comenzará a profundizarse el éxodo a Madrid. El éxodo rural a la ciudad había iniciado en toda España en el siglo XIX, y en Pinilla se acentuó en esta segunda mitad del siglo XX. Este éxodo, unido a la política agraria a la que se adhiere España tras su entrada en la Comunidad Económica Europea en 1986, supone el principio del fin del modo de vida campesino, y con él el inicio de la extinción de usos y costumbres ancestrales.
También la proliferación de urbanizaciones de chalets residenciales fruto del desarrollismo franquista en los años 1960, y en el boom inmobiliario de finales de la década de 1990 (que traen a nuevos vecinos con alto poder adquisitivo), marcan en este pueblo (y en los pueblos vecinos) el ocaso de esta economía rural y traen consigo una fuerte transformación sociológica; y con ella, la desaparición paulatina de toda la cultura milenaria serrana y campesina que había habitado hasta entonces el territorio. 
Desde los últimos años del siglo XX, y por primera vez desde su creación, la economía ha dejado de centrarse en el uso campesino de la tierra para orientarse básicamente al sector servicios (hostelería, comercio y, en menor medida, turismo) y a la construcción. El urbanita ha sustituido paulatinamente al campesino, (en algunos momentos considerándolo despectivamente como «paleto») ignorando su sabiduría y su cultura.
Como sucede con muchos otros pueblos en España y Europa, Pinilla de Buitrago encara la tercera década del siglo XXI con serios problemas de pérdida de población debido -entre algunas causas- a la falta de oportunidades laborales y de servicios públicos. Pero principalmente, y sobre todo, debido a la muerte inexorable del mundo rural y campesino que le dio nacimiento y vida durante tantos siglos.

## Turismo y patrimonio
Pinilla de Buitrago hace parte de la zona del pre-parque del parque nacional de la Sierra de Guadarrama, por lo tanto está rodeada de un magnífico entorno natural. Prados, río, veredas y monte forman parte de un término municipal arbolado con fresnos, chopos y robledales.
Sin embargo, desde el punto de vista patrimonial, el pueblo no ha sabido valorar ni conservar adecuadamente su característica arquitectura tradicional serrana, perdiéndola en su mayor parte. Como producto del fuerte cambio socioeconómico experimentado en los últimos 30 años y del fin de la cultura campesina, se han canalizado y tapado con cemento las regueras milenarias que recorrían sus calles, y se han derribado casas, pajares, hornos, pilones y potros de herrar centenarios para construir, en su lugar, modernas edificaciones.
No obstante, aún se conservan algunos elementos de patrimonio arquitectónico que merece la pena reconocer y proteger: su magnífica iglesia, algunas casas centenarias, dos fuentes árabes (una de ellas labrada en piedra), algunos hornos de pan adosados a las casas y las «cortes», construcciones donde se resguardaban cerdos, perros, pollinos y gallinas. Las paredes de piedra de los prados tienen varios siglos de antigüedad y todavía se conservan algunas de sus puertas (o zarzos) centenarias.

## Festividades y costumbres
Las festividades más señaladas de Pinilla de Buitrago coincidían con el rito católico. Como vemos por sus fechas, en Pinilla se celebraba con fervor la primavera:
- La Santísima Trinidad, fiesta de Pinilla por excelencia, celebrada en primavera el domingo posterior al de Pentecostés (no hay una fecha fija puesto que el Pentecostés varía según los ciclos lunares). Solía haber rondalla el jueves previo, subasta de ramos para la Santísima y convite tras la misa del domingo. Durante la rondalla los enamorados colgaban ramas de retama en los balcones o ventanas de sus enamoradas, informando así que en esa casa había una moza pretendida.
- La fiesta de la Cruz de Mayo, celebrada el 3 de mayo. Los vecinos marchan en procesión, en medio de los campos floridos, hasta el calvario.
- San Isidro, el 15 de mayo. San Isidro es un santo muy querido en el Valle Medio del Lozoya puesto que supuestamente fue pastor y pocero por este territorio, y la iglesia de Pinilla tiene su propia imagen del santo. Se hace con ella una procesión para bendecir los campos.
- El «mayo», la noche del 30 de abril al 1 de mayo. Los quintos y los solteros subían a cortar un árbol largo y lo ponían en la plaza donde se mantenía durante todo el mes.
- La matanza, que se celebraba en octubre-noviembre o en enero- febrero, y era un momento de encuentro y colaboración de los vecinos.

## Gastronomía
Las cocinas de lumbre de leña eran los espacios de encuentro más importantes de las casas serranas. Al anochecer, especialmente en invierno, se cenaba. Tras la cena se compartían cuentos, romances, canciones, chismes (al estilo del filandón leonés). 
Seguidamente se muestran platos y alimentos (algunos ya desaparecidos) que durante siglos hicieron parte de la gastronomía tradicional de Pinilla de Buitrago y de los pueblos de la sierra. Algunos contados por las abuelas de Pinilla, pues la cocina era culturalmente cosa de mujeres: 
- Chuletas de huerta, también llamadas Patatas Secas (y conocidas como Patatas Revolconas en otras zonas de Castilla), guiso hecho a base de patatas y pimentón junto con productos de la matanza.
- Arroz con patatas y bacalao. Este era uno de los platos que se llevaba como almuerzo a los segadores.
- Ensalada de Coruja y Cebolla. La coruja era una planta que crecía en primavera junto a las regueras.
- Guiso de gallina en pepitoria (plato típico de Navidad, que era precedido del repollo denominado lombarda).
- Al ser el ganado ovino protagonista de la economía durante tantos siglos, del cordero y del cabrito se sacaban muchos platos: pierna, falda, chuletas, mollejas, sesos, cabezas. La Caldereta de cordero era un plato típico de las reuniones en la plaza alrededor de un fuego, tras haber realizado un trabajo comunal.
- Duelos y Quebrantos. Uno de los platos más comunes en la España cristiana antes de la llegada y expansión de la patata en los siglos XVIII y XIX.
- Cocido castellano de garbanzos.
- Potaje de garbanzos.
- Sopa de ajo.
- Embutidos y torreznos procedentes de la matanza del cerdo: chorizo, jamón, lomo, manteca. El chorizo y el lomo se conservaban en ollas con aceite de oliva y se comían en ocasiones especiales.
- El pan se cocinaba en los hornos de piedra y leña de las casas cada 15 días. Las familias compartían la levadura. Como se tenía que aprovechar todo, el pan duro servía para la sopa del cocido (así fue durante siglos, antes de que fueran accesibles los fideos)
- Nata de leche. La nata se utilizaba para untar el pan, espolvoreada de azúcar. 
- Los desayunos se hacían con torreznos de cerdo, y también se untaba el pan con manteca de cerdo, o se picaban migas de pan duro en el café con leche.
- Rosquillas en verano y Torrijas en Semana Santa.

## Gobierno y administración
Resultados de las elecciones municipales (26 de mayo de 2019)
Resultados conjuntos del municipio Gargantilla del Lozoya y Pinilla de Buitrago
| Municipio | Partido | Votos | %     | Concejales |
| --- | ------- | ----- | ----- | ---------- |
| Gargantilla del Lozoya y Pinilla de Buitrago 284 hab. con derecho a voto (7 concejales) Tot. votantes: 209 (79,17%) Abstención: 55 (20,83%) Votos en blanco: 13 (6,44%) Votos nulos: 7 (3,35%) | PP      | 146   | 72,28 | 6          |
| Gargantilla del Lozoya y Pinilla de Buitrago 284 hab. con derecho a voto (7 concejales) Tot. votantes: 209 (79,17%) Abstención: 55 (20,83%) Votos en blanco: 13 (6,44%) Votos nulos: 7 (3,35%) | PSOE    | 43    | 21,29 | 1          |